# Pierre-François Bienaymé
Pierre-François Bienaymé (* 26. Oktober 1737 in Montbard in Burgund; † 6. Februar 1806 in Metz) war Bischof von Metz.

Bischofswappen

Er war der Neffe des Generals Jean-Andoche Junot. Nach dem Studium der Theologie und Rechtswissenschaft in Paris erhielt er 1760 einen Abschluss in Theologie und wurde zum Kaplan in seiner Heimatstadt ernannt. Nach der Ernennung zum Domherrn der Kathedrale von Evreux wurde er 1779 zum Kommendatarabt der Benediktinerabtei Saint-Venant in der Touraine gewählt.
Nach der Unterzeichnung des Konkordates von 1801 wurden alle französischen Bischöfe zum Rücktritt aufgefordert. Trotz der Weigerung seines Vorgängers, Louis-Joseph de Montmorency-Laval, zurückzutreten, wurde Bienaymé am 11. April 1802 zum Bischof von Metz ernannt. Am 4. Mai 1802 folgte die päpstliche Bestätigung, weshalb er am 9. Mai 1802 durch den Erzbischof von Rouen, Etienne-Hubert Kardinal de Cambacérès, zum Bischof geweiht wurde. Mitkonsekratoren waren der Bischof von Meaux, Louis-Mathias-Joseph de Barral, und der Bischof von Clermont, Charles-Antoine-Henri Du Valk de Dampierre.
Er starb bereits vier Jahre später. Er war mit den Naturforschern Georges-Louis Leclerc de Buffon und Louis Jean-Marie Daubenton bekannt, die ebenfalls aus Montbard stammten, und ist als Autor naturwissenschaftlicher Veröffentlichungen hervorgetreten.